# 松岡城 (肥前国)
松岡城（まつおかじょう）は、佐賀県鹿島市浜町付近にあった日本の城（山城）。

## 立地
鹿島市の多良岳の北東にある丘陵末端、標高30mの地点に位置する。塩田川や鹿島川の流域、有明海を見下ろす要害だった。

## 歴史
藤津郡を支配した大村氏により築かれたが、築城年代は不明。やがて大村氏は衰退して有馬氏の支配下に入り、天文年間には藤津郡に侵入した後藤氏や龍造寺氏を撃退している。やがて龍造寺氏の圧迫により有馬氏は本拠を当城に移し、大規模な改修を行うとともに横造城、鷲巣城、鳥付城の3城に部下を置いた。しかし龍造寺氏によって天正4年（1576年）に当城は陥落し、有馬氏は島原半島に移った。